# 白荷娜
白荷娜（：／ Baek Ha Na，2000年9月22日—），韓国女子羽毛球運動員，畢業於青松女子高中，與搭檔李紹希的女子雙打世界排名最高第一位。

## 選手生涯

### 2016年
2016年7月，白荷娜参加泰國曼谷舉行的亚洲青年羽毛球錦標賽，在率先進行的团体赛，助韩国队赢得混团银牌。

### 2017年
2017年7月，白荷娜参加印尼雅加达举办的亞洲青年羽毛球錦標賽，在率先進行的团体赛，助韩国队赢得混团冠军；而与搭档李幽琳的女双决赛以2比0（21-12、21-19）击败了中国的刘玄炫/夏玉婷，赢得亚青赛女双冠军；此外，还与搭档姜敏赫的混双準決賽以1比2（20-22、21-18、19-21）不敌赛会3号种子、队友的罗星升/成雅莹，同时与同胞的王燦/金旼志并列季军。同年10月，她参加印尼日惹举办的世界青年羽毛球錦標賽，在率先進行的团体赛，助韩国队赢得混团季军；而与搭档李幽琳的女双决赛以2比1（17-21、21-11、21-3）击败了赛会4号种子、印尼强档的乔萨·法迪拉·苏吉亚托/莉布卡·苏吉阿托，赢得世青赛女双冠军。
2017年3月，白荷娜与李幽琳出戰大阪羽毛球國際挑戰賽，在女雙準決賽以0比2（16-21、16-21）不敌日本的櫻本絢子/高畑祐紀子。同年11月，她与李幽琳出战澳門羽毛球黃金大獎賽，在女双决赛以0比2（10-21、17-21）不敌赛会8号种子、中国的黄雅琼/于小含，赢得亚军。

### 2018年
2018年2月，白荷娜参加马来西亚亞羅士打举办的亞洲羽毛球團體錦標賽，助球队赢得女子團體季军。同年3月，她与李幽琳出戰越南羽毛球國際挑戰賽，在女雙決賽以2比0 （21-19、17-21、21-17）击败了赛会5号种子、马来西亚的鄒美君/許嘉雯，首次夺得國際挑戰賽的女双冠军。她与李幽琳出戰澳洲羽毛球公開賽，在女雙決賽以0比2 （21-23、18-21）不敌赛会2号种子、日本的櫻本絢子/高畑祐紀子。同年5月，她入选優霸盃的女双主力，助韩国队赢得女团季军。同年11月，她与金慧麟出战韓國羽毛球大師賽，在女双準決賽以1比2（4-21、24-22、7-21）不敌赛会2号种子、队友的李紹希/申昇瓚。

### 2019年
2019年2月，白荷娜与金慧麟出战西班牙羽毛球大師賽，在女双準決賽以0比2（13-21、22-24）不敌赛会2号种子、日本强档的松山奈未/志田千陽。同年3月，她与金慧麟出战中國陵水羽毛球大師賽，在女双决赛以2比1（21-14、14-21、21-15）击败了赛会7号种子、东道主的刘玄炫/夏玉婷，首次赢得超級100賽女双冠军。同年7月，她与鄭景銀出战加拿大羽毛球公開賽，在女双準決賽以1比2（12-21、21-14、17-21）不敌赛会5号种子、队友的張藝娜/金慧麟。同期7月，她与鄭景銀出战美國羽毛球公開賽，在女双决赛以0比2（16-21、16-21）不敌赛会头号种子、日本强档的松山奈未/志田千陽，赢得亚军。同年8月，她与鄭景銀出战海得拉巴羽毛球公开赛，在女双决赛以2比0（21-17、21-17）击败了赛会头号种子、东道主强档的阿什維尼·蓬納帕/斯基·雷迪，赢得赛季第二座超級100賽女双冠军。

## 主要比賽成績
只列出曾進入準決賽的國際賽事成績：
| 年份   | 賽事                     | 公開賽級別 | 項目     | 拍檔   | 成績   |
| ------ | ------------------------ | ---------- | -------- | ------ | ------ |
| 2016年 | 亞洲青年羽毛球錦標賽     | 其他       | 混合團體 | －     | 亞軍   |
| 2017年 | 大阪羽毛球國際挑戰賽     | 國際挑戰賽 | 女子雙打 | 李幽琳 | 準決賽 |
| 2017年 | 亞洲青年羽毛球錦標賽     | 其他       | 混合團體 | －     | 冠軍   |
| 2017年 | 亞洲青年羽毛球錦標賽     | 其他       | 女子雙打 | 李幽琳 | 冠軍   |
| 2017年 | 亞洲青年羽毛球錦標賽     | 其他       | 混合雙打 | 姜敏赫 | 铜牌   |
| 2017年 | 世界青年羽毛球錦標賽     | 其他       | 混合團體 | －     | 季軍   |
| 2017年 | 世界青年羽毛球錦標賽     | 其他       | 女子雙打 | 李幽琳 | 冠軍   |
| 2017年 | 澳門羽毛球黃金大獎賽     | 黃金大獎賽 | 女子雙打 | 李幽琳 | 亞軍   |
| 2018年 | 亞洲羽毛球團體錦標賽     | 其他       | 女子團體 | －     | 季軍   |
| 2018年 | 越南羽毛球國際挑戰賽     | 國際挑戰賽 | 女子雙打 | 李幽琳 | 冠軍   |
| 2018年 | 澳洲羽毛球公開賽         | 超級300賽  | 女子雙打 | 李幽琳 | 亞軍   |
| 2018年 | 尤伯杯                   | 其他       | 女子團體 | －     | 季軍   |
| 2018年 | 韓國羽毛球大師賽         | 超級300賽  | 女子雙打 | 金慧麟 | 準決賽 |
| 2019年 | 西班牙羽毛球大師賽       | 超級300賽  | 女子雙打 | 金慧麟 | 準決賽 |
| 2019年 | 中國陵水羽毛球大師賽     | 超級100賽  | 女子雙打 | 金慧麟 | 冠軍   |
| 2019年 | 加拿大羽毛球公開賽       | 超級100賽  | 女子雙打 | 鄭景銀 | 準決賽 |
| 2019年 | 美國羽毛球公開賽         | 超級300賽  | 女子雙打 | 鄭景銀 | 亞軍   |
| 2019年 | 海得拉巴羽毛球公开赛     | 超級100賽  | 女子雙打 | 鄭景銀 | 冠軍   |
| 2019年 | 丹麥羽毛球公開賽         | 超級750賽  | 女子雙打 | 鄭景銀 | 冠軍   |
| 2019年 | 香港羽毛球公開賽         | 超級500賽  | 女子雙打 | 鄭景銀 | 準決賽 |
| 2019年 | 賽義德·莫迪羽毛球國際賽  | 超級300賽  | 女子雙打 | 鄭景銀 | 冠軍   |
| 2020年 | 泰國羽毛球大師賽         | 超級300賽  | 女子雙打 | 鄭景銀 | 亞軍   |
| 2021年 | 印尼羽毛球公開賽         | 超級1000賽 | 女子雙打 | 李幽琳 | 準決賽 |
| 2022年 | 亞洲羽毛球團體錦標賽     | 其他       | 女子團體 | －     | 亞軍   |
| 2022年 | 韓國羽毛球大師賽         | 超級300賽  | 女子雙打 | 李幽琳 | 亞軍   |
| 2022年 | 尤伯杯                   | 其他       | 女子團體 | －     | 冠軍   |
| 2022年 | 日本羽毛球公開賽         | 超級750賽  | 女子雙打 | 李幽琳 | 亞軍   |
| 2022年 | 丹麥羽毛球公開賽         | 超級750賽  | 女子雙打 | 李紹希 | 亞軍   |
| 2022年 | 法國羽毛球公開賽         | 超級750賽  | 女子雙打 | 李紹希 | 準決賽 |
| 2023年 | 馬來西亞羽毛球公開賽     | 超級1000賽 | 女子雙打 | 李幽琳 | 亞軍   |
| 2023年 | 泰國羽毛球大師賽         | 超級300賽  | 女子雙打 | 李紹希 | 亞軍   |
| 2023年 | 亞洲羽球混合團體錦標賽   | 其他       | 混合團體 | －     | 亞軍   |
| 2023年 | 德國羽毛球公開賽         | 超級300賽  | 女子雙打 | 李紹希 | 冠軍   |
| 2023年 | 全英羽毛球公開賽         | 超級1000賽 | 女子雙打 | 李紹希 | 亞軍   |
| 2023年 | 瑞士羽毛球公開賽         | 超級300賽  | 女子雙打 | 李紹希 | 準決賽 |
| 2023年 | 西班牙馬德里羽毛球大師賽 | 超級300賽  | 女子雙打 | 李紹希 | 準決賽 |
| 2023年 | 亞洲羽毛球錦標賽         | 其他       | 女子雙打 | 李紹希 | 亞軍   |
| 2023年 | 蘇迪曼盃                 | 其他       | 混合團體 | －     | 亞軍   |
| 2023年 | 馬來西亞羽毛球大師賽     | 超級500賽  | 女子雙打 | 李紹希 | 冠軍   |
| 2023年 | 泰國羽毛球公開賽         | 超級500賽  | 女子雙打 | 李紹希 | 準決賽 |
| 2023年 | 新加坡羽毛球公開賽       | 超級750賽  | 女子雙打 | 李紹希 | 亞軍   |
| 2023年 | 印尼羽毛球公開賽         | 超級1000賽 | 女子雙打 | 李紹希 | 冠軍   |
| 2023年 | 中國羽毛球公開賽         | 超級1000賽 | 女子雙打 | 李紹希 | 亞軍   |
| 2023年 | 亞洲運動會羽毛球比賽     | 其他       | 女子團体 | －     | 金牌   |
| 2023年 | 亞洲運動會羽毛球比賽     | 其他       | 女子雙打 | 李紹希 | 銀牌   |
| 2023年 | 世界羽聯世界巡迴賽總決賽 | 總決賽     | 女子雙打 | 李紹希 | 亞軍   |
| 2024年 | 馬來西亞羽毛球公開賽     | 超級1000賽 | 女子雙打 | 李紹希 | 準決賽 |
| 2024年 | 印度羽毛球公開賽         | 超級750賽  | 女子雙打 | 李紹希 | 準決賽 |
| 2024年 | 全英羽毛球公開賽         | 超級1000賽 | 女子雙打 | 李紹希 | 冠軍   |
| 2024年 | 亞洲羽毛球錦標賽         | 其他       | 女子雙打 | 李紹希 | 冠軍   |
| 2024年 | 優霸盃                   | 其他       | 女子團體 | －     | 季軍   |
| 2024年 | 印尼羽毛球公開賽         | 超級1000賽 | 女子雙打 | 李紹希 | 冠軍   |
| 2024年 | 日本羽毛球公開賽         | 超級750賽  | 女子雙打 | 李紹希 | 亞軍   |
| 2024年 | 韓國羽球公開賽           | 超級500賽  | 女子雙打 | 李紹希 | 準決賽 |
| 2024年 | 香港羽毛球公開賽         | 超級500賽  | 女子雙打 | 李紹希 | 準決賽 |
| 2024年 | 丹麥羽毛球公開賽         | 超級750賽  | 女子雙打 | 李紹希 | 準決賽 |
| 2024年 | 世界羽聯世界巡迴賽總決賽 | 總決賽     | 女子雙打 | 李紹希 | 冠軍   |
| 2025年 | 奧爾良羽毛球大師賽       | 超級300賽  | 女子雙打 | 李紹希 | 亞軍   |
| 2025年 | 蘇迪曼盃                 | 其他       | 混合團體 | －     | 亞軍   |
| 2025年 | 印尼羽毛球公開賽         | 超級1000賽 | 女子雙打 | 李昭希 | 準決賽 |

| 2007-2017年 | 首要超級賽 | 超級賽 | 黃金大獎賽 | 大獎賽 | 國際挑戰賽 | 國際系列賽 | 未來系列賽 | 其他 |

| 2018-2026年 | 總決賽 | 超級1000賽 | 超級750賽 | 超級500賽 | 超級300賽 | 超級100賽 | 國際挑戰賽 | 國際系列賽 | 未來系列賽 | 其他 |

### 世界冠軍頭銜
白荷娜在羽毛球生涯中共奪得1項羽毛球世界冠軍頭銜。
| 賽事   | 奪冠次數 | 年份               |
| ------ | -------- | ------------------ |
| 尤伯杯 | 1        | 2022年（女子團體） |
| 總計   | 1        |                    |

### 奧運會和世錦賽參賽紀錄
|          | 搭檔   | 2022 | 2023 | 2024 |
| -------- | ------ | ---- | ---- | ---- |
| 女子雙打 | 李幽琳 | 32強 | －   | －   |
| 女子雙打 | 李绍希 | －   | 16強 | 8強  |

## 主要對賽紀錄
白荷娜與主要對手的對賽成績如下（只列出對賽五次或以上對手，僅包括影響世界排名積分的賽事，截至2025年3月6日）：
女雙 - 李紹希
韩国国家队队员
| 對手          | 對賽次數 | 對賽結果 | 對賽結果 | 總計 |
| 對手          | 對賽次數 | 勝       | 負       | 總計 |
| ------------- | -------- | -------- | -------- | ---- |
| 金昭映 孔熙容 | 7        | 6        | 1        | +5   |

其他选手
| 對手                                          | 對賽次數 | 對賽結果 | 對賽結果 | 總計 |
| 對手                                          | 對賽次數 | 勝       | 負       | 總計 |
| --------------------------------------------- | -------- | -------- | -------- | ---- |
| 志田千陽 松山奈未                             | 12       | 10       | 2        | +8   |
| 陳清晨 賈一凡                                 | 9        | 3        | 6        | -3   |
| 中西貴映 岩永鈴                               | 8        | 7        | 1        | +6   |
| 劉聖書 譚寧                                   | 8        | 5        | 3        | +2   |
| 永原和可那 松本麻佑                           | 7        | 4        | 3        | +1   |
| 阿普里亞尼·拉哈育 西蒂·法迪亚·席尔瓦·拉马丹蒂 | 6        | 5        | 1        | +4   |
| 广田彩花 福岛由纪                             | 6        | 4        | 2        | +2   |
| 萨拉·蒂格森 麦尔肯·弗勒尔戈德                 | 5        | 4        | 1        | +3   |
| 陳康樂 蒂娜·穆拉里塔蘭                        | 5        | 2        | 3        | -1   |

## 其他獎項
| 年份   | 頒獎典禮               | 獎項                 | 搭檔   | 結果 | 備註  |
| ------ | ---------------------- | -------------------- | ------ | ---- | ----- |
| 2024年 | BWF 2024年度最佳運動員 | 年度最佳女子雙打組合 | 李紹希 | 提名 | [ 6 ] |

## 外部連結
- 白荷娜在世界羽球聯盟的登錄資料
- 白荷娜的Instagram帳戶